# Полянка (приток Оки)
Полянка — малая река в России, левый приток Оки. Протекает вдоль границы двух областей: берёт начало в районе деревни Исаково Тарусского района Калужской области. Высота истока около 200 м над уровнем моря. Высота устья — 111 м над уровнем моря. Устье — у посёлка Колосово Алексинского района Тульской области. Длина — 10 км.
Система водного объекта: Ока → Волга → Каспийское море.

## Данные водного реестра
По данным государственного водного реестра России относится к Окскому бассейновому округу, водохозяйственный участок реки — Ока от города Калуга до города Серпухов, без рек Протва и Нара, речной подбассейн реки — бассейны притоков Оки до впадения Мокши. Речной бассейн реки — Ока.
Код объекта в государственном водном реестре — 09010100812110000021814.